# With Confidence
With Confidence est un groupe de pop punk australien de la ville de Sydney, formé en 2012. Le groupe est actuellement composé du chanteur et bassiste Jayden Seeley, du guitariste et choriste Inigo Del Carmen, du batteur Joshua Brozzesi et du guitariste Scotty Mac. Ils ont actuellement sorti trois albums : Better Weather, Love and Loathing et With Confidence.

## Histoire

### Formation et EPs (2012 - 2015)
With Confidence se forme en 2012 avec Jayden Seeley, Josh Brozzesi et Samuel Haynes, qui ont tous fréquenté le même lycée. Peu de temps après, Inigo Del Carmen rejoint le groupe. Les quatre membres du groupe commencent alors à publier des vidéos sur YouTube et sortent leur premier single Stand Again le 27 avril 2013. Le groupe sort ensuite en indépendant leur premier EP Youth le 1er juillet 2013. Parallèlement à la sortie de cet EP, le groupe joue en  première partie du groupe The Never Ever, réalisant ainsi sa première tournée australienne. Le groupe continue à jouer des premières parties pour les tournées australienne des groupes 5 Seconds of Summer, The Getaway Plan et The Red Jumpsuit Apparatus.
Le 8 janvier 2014, le guitariste Samuel Haynes annonce son départ du groupe. Le groupe continue à écrire en trio et le 31 mars ils sortent leur nouveau single, I Will Never Wait. Ils font la promotion de ce titre avec leur première tournée nationale en avril, à guichets fermés, dont une date au The Metro Theatre à Sydney. Le 3 septembre, le groupe redevient un quatuor avec le guitariste Luke Rockets, qui rejoint le groupe comme membre officiel. Ce dernier avait déjà joué avec le groupe lors de leur tournée. Durant l'année, ils partent également en tournée avec les groupes You Me at Six, Tonight Alive, Marianas Trench, The Maine et Kids in Glass Houses. Le groupe sort son deuxième EP Distance le 13 janvier 2015. Ils réalisent ensuite une deuxième tournée en tête d'affiche, à nouveau à guichets fermés dans plusieurs salles à travers l'Australie.

### Better Weather(2016 - 2017)
Le 4 janvier 2016, le groupe annonce avoir signé avec le label américain Hopeless Records. Ils réalisent le même jour leur nouveau single We'll Be Okay. À la suite de cela, le groupe annonce une tournée australienne pour le mois d'avril avec le groupe Harbours. Le 5 avril, ils sortent le morceau Keeper et annoncent leur premier album Better Weather pour le 17 juin. Ils réalisent ensuite une tournée au Japon avec The Wonder Years, ROAM et Cautioners. Directement après cette tournée japonaise, ils font des concerts au Royaume-Uni avec As It Is et Jule Vera. Ils participent ensuite au Vans Warped Tour de 2016.
Le 21 juillet, le groupe sort un clip pour leur chanson Voldemort. Concernant la signification de ce titre, le bassiste Jayden Seeley a déclaré que "La peur d'un nom ne fait qu'augmenter la peur de la chose elle-même. Voldemort est ma personnification de la maladie mentale et cette chanson est un grand, joyeux et insouciant va te faire foutre à Voldemort.". Le 17 octobre, le groupe annonce la sortie de deux nouvelles versions de leur chanson Voldemort pour le 18 octobre. La première est une version acoustique et la deuxième est en featuring avec John Floreani de Trophy Eyes.
À son retour en Australie, le groupe repart en tournée avec Motion City Soundtrack et 5 Seconds of Summer. Ils entament ensuite leur tournée en tête d'affiche pour leur album en octobre. En décembre, il annonce faire partie de la compilation Kerrang !'s American Superhits Green Day Tribute CD avec leur reprise du titre Wake Me Up When September Ends.
En février 2017, le groupe effectue une tournée en tête d'affiche au Royaume-Uni et en Europe, avec les groupes Milestones, Broadside et Safe To Say. En avril, ils partent en tournée aux États-Unis avec State Champs, Don Broco et Against the Current. En mai, ils retournent au Royaume-Uni pour une tournée en tête d'affiche avec le groupe Set It Off.
Le 10 aout 2017, ils sortent Better Weather B-sides, à la suite de leur premier album et qui comprend les titres Here For Nothing et Poison.
En novembre 2017, le groupe publie une déclaration pour annoncer qu'il se sépare de leur guitariste principal, Luke Rockets, après des accusations d'abus sexuel,. Le groupe annonce alors l'annulation des dates restantes de leur tournée américaine. Peu de temps après ce départ, le leader et chanteur Jayden Seeley répond aux allégations portées contre lui-même, le groupe annonce alors prendre "un peu de recul" par rapport aux tournées.

### Love and Loathinget changement de line-up (2018 - 2022)
Après cette pause dans leur tournée, le groupe annonce son retour avec un concert fin février au Chain Reaction à Anaheim. Ils annoncent également leur participation au Warped Tour de 2018. Le 11 juin 2018, ils annoncent leur deuxième album studio Love and Loathing pour le 10 aout 2018. Ils sortent alors le single That Something le même jour et Jaded le 17 juillet.
Le 26 mars 2021, le groupe annonce via Instagram le nom de leur nouveau guitariste, Scotty Mac, qui avait déjà effectué des tournées avec le groupe.
Le 1er avril 2021, ils sortent leur premier morceau depuis trois ans. Celui-ci est intitulé Big Cat Judgement Day et fera partie de leur troisième album éponyme With Confidence. Ce dernier est annoncé pour le 27 aout 2021 toujours avec le label Hopeless Records.
En septembre 2022, ils annoncent la fin du groupe ainsi qu'une tournée finale en Australie. 

## Membres
Actuel
- Jayden Seeley - chant, basse, piano, clavier, guitare supplémentaire (depuis 2012)
- Joshua Brozzesi - batterie, percussions (depuis 2012)
- Inigo Del Carmen - guitare rythmique, chœurs (depuis 2012), guitare solo (2017-2021)
- Scotty Mac - guitare solo, chœurs (depuis 2021 ; Tournée 2018-2021)

Ancien
- Samuel Haynes - guitare solo (2012-2014)
- Luke Rockets - guitare solo (2014-2017)

## Discographie
Albums
- 2016 : Better Weather
- 2018 : Love and Loathing
- 2021 : With Confidence

EPs
- 2013 : Youth
- 2015 : Distance